# 笛社会
『笛社会』（ふえしゃかい）は、栗コーダーカルテットの5枚目のオリジナル・アルバム。

## 収録曲
1. ベルニナ急行食堂 (3:30)
2. おじいさんの11ヶ月 (2:17)
3. アップ・オン・ア・ムーンヒル 〜桂林を下って月の丘に昇る〜 (2:55)
4. カントリーマーチ (4:03)
5. ご近所世界一周 (3:23)
6. 落穂拾い (4:32)
7. ホテル ラサール1986 (3:00)
8. 午前3時の植物園 (4:19)
9. 夢のエキスポパイプ (3:52)
10. シェルピンスキーのカーペット (3:35)
11. 帰り道 (3:18)
12. オールドロッキングチェア (3:53)